# Емил Кристиан фон Ербах-Шьонберг
Емил Кристиан фон Ербах-Шьонберг (на немски: Emil Christian, Graf zu Erbach-Schönberg; * 2 декември 1789, Цвингенберг, регион Дармщат; † 26 май 1829, Шьонберг, Оденвалд) е от 1823 г. граф на Ербах-Шьонберг, господар на Броуберг, кралски и кайзерски кемерер, австрийски майор и народен представител на Великото херцогство Хесен.

## Биография
Той е четвъртият син на пруския генерал-майор граф Густав Ернст фон Ербах-Шьонберг (1739 – 1812) и съпругата му графиня Хенриета Кристиана фон Щолберг-Щолберг (1753 – 1816), дъщеря на граф Кристоф Лудвиг II фон Щолберг-Щолберг (1703 – 1761) и графиня Луиза Шарлота фон Щолберг-Росла (1716 – 1796).
Емил Кристиан учи първо в дома си. От 1805 до 1808 г. е изпратен да учи при роднини в Гедерн и Вернигероде. След това започва военна кариера и през 1809 г. е лейтенант при чичо му граф генерал-фелдмаршал Карл фон Ербах-Шьонберг в Егер.
През 1812 г., след смъртта на баща му, той се връща в дома си. Същата година става императорски кемерер. През 1813 г. служи като капитан-лейтенант в императорски полк в Хесен-Хомбург и през октомври същата година се бие в битката при Лайпциг, в която брат му Густав е убит, а той е ранен в гърдите на 18 октомври.
През 1814 г. Емил Кристиан е в Париж, а през 1815 г. с полка му в Италия. Той участва в походите срещу Неапол. ̀Заради раняването му и климата той тежко се разболява и напуска войската като майор през 1823 г.
През 1823 г. Емил Кристиан поема управлението на финансово задълженото господството след смъртта на по-големия му брат Максимилиан фон Ербах-Шьонберг (1787 – 1823). Така той влиза в „Първата камера на племената“ на Великото херцогство Хесен и на 6 септември 1826 г. напуска народното събрание.
Емил Кристиан фон Ербах-Шьонберг умира бездетен на 39 години на 26 май 1829 г. в Шьонберг и е погребан там. Наследен е от по-малкия му брат Лудевиг III фон Ербах-Шьонберг (1792 – 1863).

## Фамилия
Първи брак: на 19 декември 1824 г. в Шьонберг с графиня Мария Анна фон Ербах-Шьонберг (* 21 януари 1787; † 19 август 1825), внучка на неговия дядо граф Георг Август фон Ербах-Шьонберг (1691 – 1758), дъщеря на генерал-фелдмаршал Карл Евгений фон Ербах-Шьонберг (1732 – 1816) и Мария Непомуцена Цадубски фон Шьонтал (1757 – 1787). Бракът е бездетен. 
Втори брак: на 31 март 1829 г. в Бюдинген с принцеса Йохана Хенриета Филипина фон Хоенлое-Лангенбург (* 8 ноември 1800; † 12 юли 1877), дъщеря на 3. княз Карл Лудвиг фон Хоенлое-Лангенбург (1762 – 1825) и графиня Амалия Хенриета Шарлота фон Золмс-Барут (1768 – 1847). Бракът е бездетен.